# 드하트 허바드
윌리엄 드하트 허바드(William DeHart Hubbard, 1903년 11월 25일 ~ 1976년 6월 23일)는 미국의 육상 선수이자, 1924년 파리 올림픽에서 아프리카계 미국인 최초로 멀리뛰기 금메달을 획득하였다.
오하이오주 신시내티에서 태어나 월넛 힐스 고등학교를 졸업하였다. 미시간 대학교에 재학하면서 3회의 NCAA(실외 멀리뛰기(1923, 1925), 100 야드(1925))와 7회의 빅 텐(실내 50 야드(1923, 1925), 실외 멀리뛰기(1923, 1924, 1925), 실외 100 야드(1924, 1925))의 우승을 경험하였다.
대학을 졸업하고 1941년까지 신시내티 공동 레크리에이션 국장을 위한 흑인 노동부의 감독인을 지냈다. 그러고나서 신시내티의 공동 주택 기획인 밸리 홈스(Valley Homes)의 담당자로 있다가 1942년 클리블랜드로 옮겨 연방 주택 당국을 위한 인종 관계 조언자로서 1969년까지 지냈다. 1976년 6월 23일 거기서 사망하였다.